# Rue Morand
La rue Morand (anciennement « rue Ferdinand ») est une voie du 11e arrondissement de Paris.

## Situation et accès
La rue Morand est une voie publique située dans le 11e arrondissement de Paris. Elle débute au 79, rue Jean-Pierre-Timbaud et se termine au 16-16 bis, rue de l'Orillon.

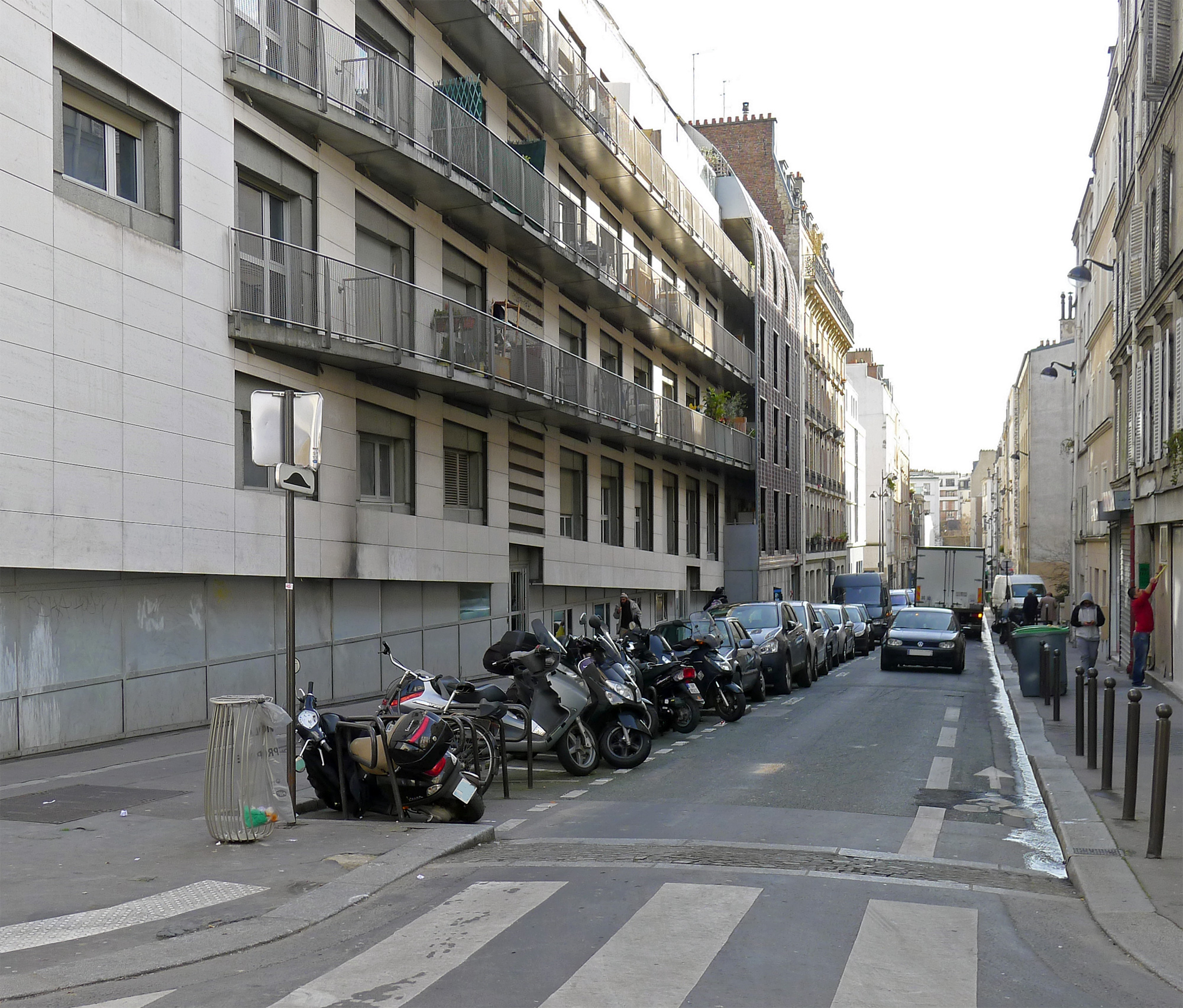
Rue Morand vue depuis la rue de l'Orillon.

Le quartier est desservi par la ligne 2 à la station Couronnes.

## Origine du nom

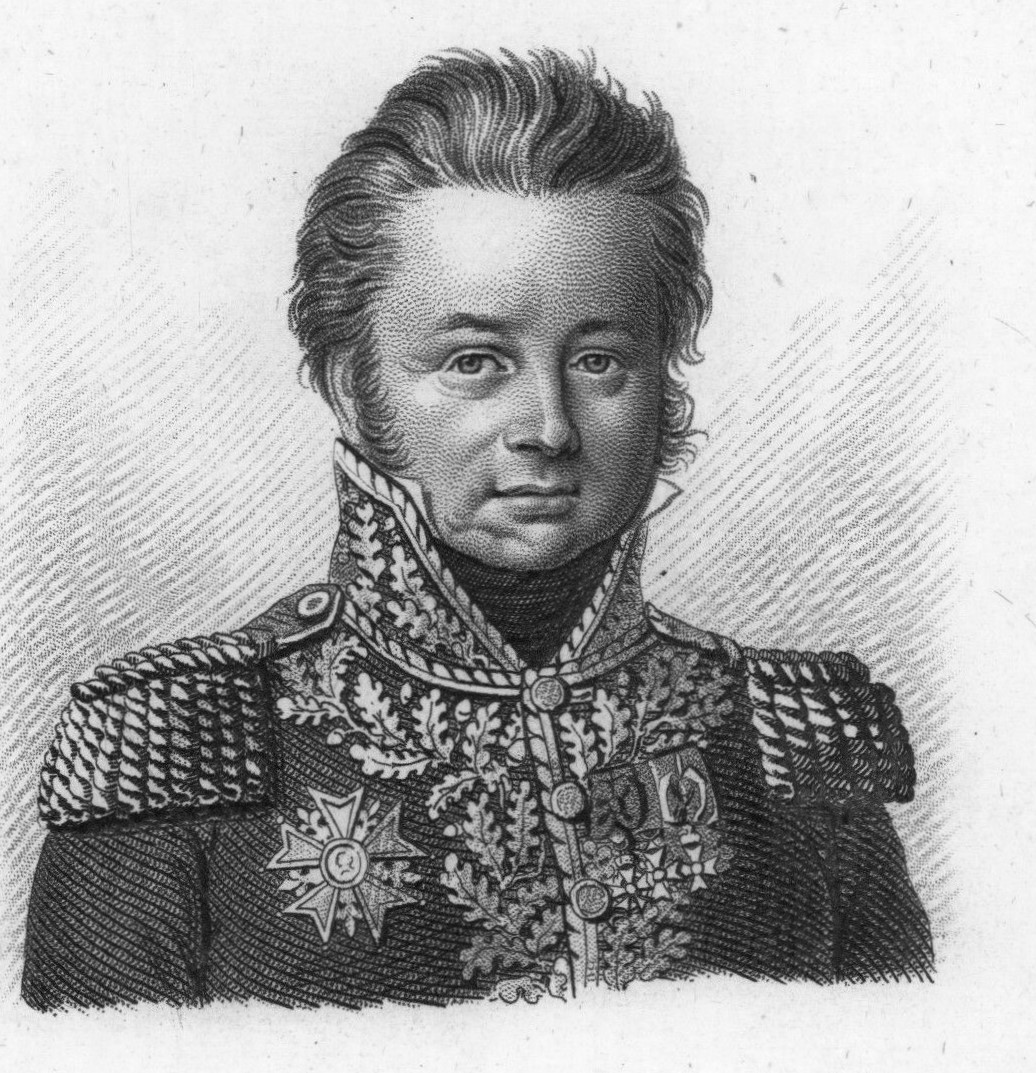
Charles Antoine Morand.

Cette rue porte le nom du général d'Empire Charles Antoine Morand (1771-1835).

## Historique
En 1789, la voie existe sous forme de ruelle, mais n'a pas de dénomination officielle. Alignée par décret ministériel du 18 avril 1809, elle est nommée « rue Ferdinand », probablement en référence à un propriétaire riverain,,. 
Elle est renommée « rue Morand » par décret du 24 août 1864.